# 運動誘発盲
運動誘発盲（うんどうゆうはつもう、MIB: motion-induced blindness）は、静止した刺激の周りに高コントラストの刺激を運動させることで、その運動刺激により視野周辺の静止刺激の知覚が妨害されるという錯視現象。静止刺激が消失したり、点滅したりして見える。
2001年、Yoram BonnehらによってNatureに発表された。静岡科学館る・く・る9階にある「さっかくスクリーン」は、この現象を応用している。また、2007年にSKIPシティ彩の国ビジュアルプラザで開催された「ブレイン・ラボ 〜脳が見る映像〜」展でも、展示に用いられた。